# مارموت (اورگن)
مارموت (به انگلیسی: Marmot) یک منطقهٔ مسکونی در ایالات متحده آمریکا است که در شهرستان کلاکاماس، اورگن واقع شده‌است.